# ناوشکن کلاس ایزاسلاو
دیسترویر کلاس ایزاسلاو (به انگلیسی: Izyaslav-class destroyer) یک کلاس از کشتی است که طول آن ۹۹٫۱ متر (۳۲۵ فوت ۲ اینچ) می‌باشد.